# Тихановский, Сергей Леонидович
Серге́й Леони́дович Тихано́вский (бел. Сяргей Леанідавіч Ціханоўскі, род. 18 августа 1978, Горки, Могилёвская область, Белорусская ССР, СССР) — белорусский блогер, автор и ведущий YouTube- и Telegram-каналов «Страна для жизни», оппозиционный политик, предприниматель, политический заключённый. Лауреат премии имени Сахарова. Муж Светланы Тихановской, кандидата на выборах президента Республики Беларусь 2020 года.
В марте 2019 года Тихановский создал YouTube-канал под названием «Страна для жизни», рассказывающий о социальных проблемах. За время своей блогерской деятельности не раз задерживался сотрудниками правоохранительных органов.
Широкую известность получил благодаря выдвижению в кандидаты на пост Президента Республики Беларусь. Центральная избирательная комиссия отказала Сергею Тихановскому в регистрации, и его жена, Светлана Тихановская, незадолго до закрытия приёма заявок, подала свои документы на регистрацию в кандидаты. После того, как Тихановского отпустили из следственного изолятора, он возглавил инициативную группу своей жены.
29 мая 2020 года в Гродно сотрудники правоохранительных органов задержали Тихановского. 14 декабря 2021 года он был приговорён к 18 годам лишения свободы по следующим статьям Уголовного кодекса РБ: ч. 1 ст. 293 (организация массовых беспорядков), ч. 3 ст. 130 (разжигание социальной вражды), ч. 2 ст. 191 (воспрепятствование работе ЦИК), ч.1 ст. 342 (организация действий, грубо нарушающих общественный порядок). Amnesty International признала политика узником совести, а белорусские правозащитные организации «Весна», Белорусский Хельсинкский комитет, «Офис по правам людей с инвалидностью», Белорусский ПЕН-центр и другие объявили Тихановского политическим заключённым и потребовали его немедленного освобождения.
21 июня 2025 года был освобождён после визита спецпредставителя президента США Кита Келлога в Беларусь и его встречи с Александром Лукашенко.

## Биография
Сергей Леонидович Тихановский родился 18 августа 1978 года в городе Горки Могилёвской области. Вырос в Гомеле, родители развелись, мать София (Софья) Ефремовна Тихановская работала экологом в проектном институте «Гомельгипрозём». Сергей учился в 58 гимназии Гомеля с углублённым изучением физики и математики.
Окончил филологический факультет Гомельского государственного университета им. Скорины.
На протяжении десяти лет Сергей Тихановский занимался организацией концертов рок-групп, среди которых были NRM, Король и Шут, Агата Кристи, a также выступлений белорусских и зарубежных диджеев. Кроме того, проводил фестивали электронной музыки, различные рейвы. В конце 1990-х годов работал директором гомельского клуба «Адреналин».
В 1997 году Сергей Тихановский открывал ИП в Гомеле, которое закрыл уже в 1998 году.
В 2003 году Сергей познакомился со Светланой Пилипчук в Мозыре, в клубе «55 club», владельцем и основателем которого являлся сам. Через год после знакомства, в 2004 году, они поженились. После того, как Светлана окончила местный вуз, они переехали в Гомель. После 2004 года Тихановский год проработал в отделе маркетинга компании МТС.
В 2005 году вновь зарегистрировал индивидуальное предпринимательство. Открыл сеть салонов сотовой связи.
В 2010 году у Сергея и Светланы Тихановских родился первый ребёнок — Корней.
В 2013 году семья переехала в Минск.
В 2015 году у Тихановских родился второй ребёнок — девочка, которую назвали Агнией.
В июне 2018 года Сергей принял решение закрыть свой клуб в Мозыре. Помимо клуба в Мозыре, он также владел ночным клубом в Гомеле.
В 2017 году в деревне Огородня-Гомельская Тихановский за 2200 $ приобрёл дореволюционный кулацкий дом площадью 192 м², имеющий статус памятника архитектуры. Он планировал реконструировать приходящее в упадок строение и открыть в нём отель или хостел с кафе и магазином. Рядом хотел установить памятник Иоанну Кормянскому за 20 000 долларов США. Спустя два года Сергей в интервью рассказал журналистам, что воплотить планы не удалось. Он смог только заменить крышу дома, так как любые ремонтные работы на объекте, являющемся историко-культурной ценностью, можно проводить исключительно с разрешения чиновников. Сергей много раз обращался в соответствующие инстанции, но на все свои запросы получал отказ. Тихановский также присматривался к местному водохранилищу, планируя взять его в аренду, построить домики для рыболовов, обустроить пляж, открыть кафе, организовать аренду лодок. Но ему отказали.
Летом 2020 года из-за поступающих, по словам Светланы Тихановской, угроз детей вывезли из Беларуси в Литву.
Сергею Тихановскому принадлежит 51 % видеосъёмочной студии «Компас», которая работала на территории России, Украины и Беларуси (остальные 49 % принадлежат Светлане Тихановской). Студия сняла некоторые известные рекламные ролики для крупных брендов. По данным Федеральной службы государственной статистики, на конец 2017 года сумма оборотных активов компании составила около 13,2 млн российских рублей.
Также Сергею Тихановскому принадлежал 51 % в ООО «Радуга развлечений», которые ныне ликвидировано. Остальные 49 % принадлежали его жене.

## Блогерство
Свой YouTube-канал «Страна для жизни» Сергей Тихановский создал 11 марта 2019 года. Причиной, побудившей его к этому, стал беспредел чиновников и преступная халатность, которую он наблюдал повсюду. Большинство видеороликов на канале носили оппозиционно-политический характер.
Первые видео Сергей загрузил в середине марта. Он утверждал, что снимал по три видеоролика ежедневно. Сергей записывал интервью с оппозиционными политиками, успешными предпринимателями, вёл прямые трансляции с протестных акций. На его канале появлялись ролики о проблемах бизнеса, социальных проблемах.
На своём канале Тихановский поддерживал независимых депутатов. 15 ноября 2019 года он организовал в Гомеле пикет независимых кандидатов в депутаты. Также запустил флешмоб «Belarus12stop», заявив, что глобальная цель этой акции — «смена власти», а локальная — «поднять людей с дивана» и объединить их. В интернет-акции «Belarus12stop» приняло участие более тысячи человек, которые прислали Тихановскому свои фото и видеозаписи.
Ещё до того, как видеоблог Сергея Тихановского приобрёл всенародную известность, в белорусских СМИ широко обсуждалось видео Сергея, в котором Председатель Добрушского районного исполнительно комитета Ольга Мохорева показала блогеру фигу. Неприличный жест стал ответом блогеру, который обратился к председателю райисполкома за комментарием по поводу работ по благоустройству района перед визитом главы государства.
Помимо канала на YouTube Тихановский создал аккаунты и в других соцсетях: «ВКонтакте», «Одноклассники», Instagram, а также Telegram-каналы для жителей областных центров, где координировались встречи и обсуждались актуальные проблемы регионов.

### Задержание в Жлобине
20 декабря 2019 года в Минске прошла акция против интеграции с Россией. Тихановский присутствовал на этой акции протеста: вёл оттуда прямой эфир. После этой акции милиция составила протокол за участие блогера в несанкционированном митинге. Сотрудники правоохранительных органов утверждали, что Тихановский активно принимал участие в акции и кричал «Жыве Беларусь!». Когда было назначено судебное заседание по рассмотрению протокола, Сергей по телефону, электронной почте и заказным письмом уведомил суд, что не сможет присутствовать в связи с командировкой. Он попросил перенести заседание на любой другой день. Около 11 утра 27 декабря он был задержан на окраине Жлобина. В тот момент блогер ехал на съёмки в Минск по шоссе М5. На суде, куда его привезли после задержания, Сергей не признал свою вину. Он указал на противоречия в доказательствах: снимки его якобы участия в митинге сделаны в тёмное время суток, в протоколе же написано, что он участвовал в акции в 14:00. По итогу судья Елена Шайн отклонила все ходатайства блогера и признала его виновным в правонарушении согласно статье 23.34 КоАП и наказала арестом на 15 суток.

### Задержание под Могилёвом
6 мая 2020 года под Могилёвом Сергея задержали сотрудники ОМОНа. Он ехал в качестве пассажира в легковом автомобиле, когда машину на кольцевой дороге под Могилёвом остановили сотрудники ГАИ. До этого его не раз останавливали сотрудники правоохранительных органов. Вместе с блогером задержали водителей — потом их отпустили. Вечером люди начали устраивать акции в поддержку Тихановского. Основанием для задержания стало постановление суда Советского района Гомеля об административном аресте. Решение об аресте блогера вступило в силу 15 января. По закону у властей был год, чтобы арестовать Сергея Тихановского на 15 суток.
18 мая суд Советского района Гомеля осудил Сергея Тихановского ещё на 15 суток ареста. За какое именно правонарушение и когда оно было совершено, в канцелярии суда уточнить не смогли. На следующий день суд Советского района вновь судил блогера за встречи с людьми в Солигорске и Миорах, которые проходили в марте. Перед началом заседания Тихановский сообщил, что в отношении него составлено ещё семь протоколов. В суде блогер заявил, что не согласен с тем, что он «организовал митинг». Он утверждал, что обвинение основано на ложных фактах. Адвокат блогера также обратил внимание суда, что в деле нет состава административного правонарушения. По итогу суд постановил следующее: признать Тихановского виновным в организации несанкционированного массового мероприятия и наказать его арестом ещё на 15 суток.
20 мая блогера неожиданно выпустили из ИВС. Примерно в 10:30 ему сказали «собираться на выход с вещами». Его посадили в машину и высадили недалеко от его дома. После освобождения Сергей Тихановский рассказал о том, что в ИВС ему не оказывали необходимую медицинскую помощь. Во время нахождения под стражей у Тихановского опухла и болела повреждённая при задержании нога, болел зуб. Ему вызвали скорую помощь, медики настаивали на госпитализации, но руководство ИВС в этом отказало. Тихановский считает, что власти сделали это для того, чтобы в любой удобный момент снова задержать его.

## Религиозные взгляды и деятельность
Сергей Тихановский является православным христианином. Часто совершал паломничества к христианским святыням: Троице-Сергиева Лавра, Тихвинский монастырь, Свято-Троицкий монастырь и другим. Активно занимался благотворительностью, участвовал в восстановлении храмов, занимался вопросами согласования возведения усыпальницы святого Иоанна Кормянского на Гомельщине.

## Политическая деятельность

### Выдвижение в кандидаты на пост Президента Республики Беларусь
7 мая 2020 года на своём YouTube-канале Тихановский выпустил видео, в котором рассказал о своих намерениях участвовать в президентской кампании в качестве кандидата в Президенты Республики Беларусь. Центральная избирательная комиссия Республики Беларусь отказала в регистрации Сергею Тихановскому по причине того, что его подписи не было в документах (не смог поставить, так как находился под административным арестом). За час до окончания подачи заявлений документы на регистрацию инициативной группы подала его супруга Светлана Тихановская.
В ноябре 2020 года британский аналитический центр Chatham House провёл социологическое исследование. Оно было проведено дистанционно с использованием метода компьютерного веб-интервью, в котором в поучаствовали 864 человека. По мнению 5,9 % опрошенных, Сергей Тихановский достоин быть Президентом Республики Беларусь. Статистическая погрешность, по утверждениям британских исследователей, не должна превышать 3,3 %.

### Роль в предвыборной кампании Светланы Тихановской
Светлана Тихановская не раз говорила, что пошла в кандидаты на пост президента ради своего мужа и что массовость её пикетов — это заслуга Сергея.
Когда Сергей был на свободе, он являлся руководителем штаба Светланы Тихановской. За это время он успел провести пикеты в поддержку своей жены в таких городах как: Минск, Гомель, Гродно, Слуцк, Могилёв, Барановичи и других. Например, в Барановичах инициативной группе под руководством Сергея удалось собрать 1500 подписей. Во время пикета в Минске команда блогера собрала около 3 тысяч подписей. Люди были готовы стоять часами, лишь бы поставить свою подпись за Светлану. Во время предвыборной кампании членов инициативной группы не раз задерживали сотрудники милиции. Были случаи, когда сотрудники правоохранительных органов и вовсе забирали подписные листы с более чем тысячью подписей. Костяком инициативной группы стали сторонники Тихановского, а также волонтёры.

## Уголовное преследование
29 мая 2020 года во время пикета по сбору подписей в Гродно Тихановский был задержан. В то время как Сергей ходил и разговаривал с людьми, некая женщина подошла к блогеру сзади, обратилась к нему и начала хватать за руку. Сергей не хотел общаться с нею, вырывал руку и уходил. Рядом с местом сбора подписей появились два милиционера. Женщина пожаловалась им на то, что Тихановский отказался отвечать на её вопросы, вследствие чего сотрудники милиции попытались задержать Сергея. Возмущенные происходящим люди попытались этому воспрепятствовать, в результате чего один из милиционеров упал на асфальт. После этого на площади появились сотрудники ОМОНа. Некоторые из участников пикета пытались помешать проехать микроавтобусу с задержанными и повредили в нём дверь. По итогу этого пикета Тихановский и ещё девять человек были задержаны. Было возбуждено уголовное дело по факту причинения телесных повреждений различной степени тяжести сотрудникам органов внутренних дел. На следующий день Сергея и ещё семерых задержанных перевезли в Минск. Тихановский, а также его супруга считают, что произошедшее на пикете является спланированной провокацией.
31 мая 2020 года правозащитные организации Белорусский Хельсинкский комитет, «Правовая инициатива», «Офис по правам людей с инвалидностью», «Белорусский документационный центр», Белорусский ПЕН-центр, «Весна» признали Сергея Тихановского политическим заключённым и потребовали от властей его немедленного освобождения.
Следствие в отношении Тихановского проводил Центральный аппарат СК РБ, оперативное сопровождение осуществляло Главное управление по борьбе с организованной преступностью и коррупцией ГУБОПиК МВД.
3 и 4 июня в дачном доме матери Тихановского были проведены несколько обысков, в которых были задействованы три следственных бригады, и которые длились с 3 часов дня до 3 часов ночи, и ночью же нашли 900 000 долларов США. Светлана Тихановская заявила о том, что она никогда не видела этих денег. В эти же дни обыски прошли в гомельском офисе Тихановского и в квартире 69-летней матери Сергея — Софии Ефремовны Тихановской.
Председатель Центральной комиссии по выборам Лидия Ермошина подала в Следственный комитет заявление о действиях Тихановского на пикете по сбору подписей.

В частности, на одном из пикетов был вывешен плакат с оскорбительным прозвищем главы Центральной Избирательной Комиссии и словом «Прихлопнуть», что является синонимом слова «Убить».
— сказала Ермошина на заседании ЦИК 4 июня
Она считает, что «пикеты, которые проводятся в поддержку Светланы Тихановской — это не пикеты, а митинги».
Вечером 8 июня истекли 10 суток с момента задержания Тихановского, после чего срок его содержания под стражей был продлён на два месяца. 9 июня Следственный комитет предъявил обвинения Тихановскому по части 1 статьи 342 УК РБ (организация и подготовка действий, грубо нарушающих общественный порядок).
10 июня Гомельский областной суд рассмотрел апелляционную жалобу Тихановского относительно административного процесса, в результате которого он получил 15 суток ареста. Тихановский, принимавший участие в заседании в формате видеосвязи, пытался доказать суду, что не нарушал закон, и просил отменить постановление. Судья Александр Сужаев настаивал на том, что с участием Тихановского состоялся «митинг», «несанкционированное мероприятие». Тихановский настаивал, что он всего лишь брал интервью. Сергей был возмущен, что протоколы составили не только на него, но и на людей, которые просто приходили на встречу. Он назвал это «запугиванием» и преследованием «по политическим мотивам». Судья, который рассматривал апелляцию, не удовлетворил её, поскольку блогер не только интервьюировал людей, а ещё «и сам высказывался о политических событиях в контексте митингов». За несколько секунд до отключения видеосвязи с судом Тихановский успел крикнуть «Но пасаран». На суде присутствовала жена Сергея. После оглашения результата заседания от комментариев она отказалась. На заседание также пришла мать Сергея, но увидеть своего сына ей не удалось, поскольку монитор был обращен к судье.
13 июня стало известно, что Тихановского перевели в карцер. В нём он должен был пробыть до 19 июня.
16 июня стало известно, что на Тихановского завели новое уголовное дело по статье 191 Уголовного кодекса Республики Беларусь (Воспрепятствование осуществлению избирательных прав, права на участие в референдуме либо реализации права законодательной инициативы граждан, либо работе Центральной комиссии Республики Беларусь по выборам и проведению республиканских референдумов, избирательных комиссий, комиссий по референдуму, комиссий по проведению голосования об отзыве депутата). Как рассказала Лидия Ермошина одному белорусскому изданию: «одно уголовное дело против Тихановского инициировала я».
20 июня стало известно, что Тихановский пробудет в карцере до 26 июня.
28 июня на закрытом выступлении перед активом Минской области Лукашенко заявил следующее: «Да, я дал сигнал с Тихановским. Я что-то не так делал?». Своё решение дать сигнал задержать Тихановского глава государства объяснил так: «волновался за свою страну, за которую я до сих пор ответственен. И я всегда буду ответственен — в любой роли».
29 июня правозащитная организация Amnesty International признала Сергея Тихановского узником совести.
1 июля в суде Ленинского района Гродно прошёл очередной суд над Сергеем Тихановским. На заседании он лично не присутствовал, так как находился в Следственном изоляторе № 1 г. Минска. На вопросы суда Сергей отвечал посредством видеосвязи. В перерыве Тихановский заявил «что деньги, которые нашли у него дома, не его: их ему подкинули». По итогу этого заседания судья Юрий Казакевич вынес постановление: Сергея Тихановского наказать арестом — 15 суток за неподчинение милиции на пикете 29 мая. Сам блогер вину не признал и заявил: что его никто до сих пор не ознакомили с административным протоколом. Тогда судья озвучил справку о том, что Тихановского хотели ознакомить с протоколом, но тот отказался. Тихановский назвал это ложью и вместе со своим адвокатом ходатайствовал о том, чтобы ему направили все материалы дела для ознакомления. Увидев кадры с Тихановским, многие не поверили, что это он: человек на видео совсем не похож на блогера, каким люди привыкли его видеть. Однако после окончания заседания Светлана Тихановская подтвердила: это её муж.
6 июля стало известно, что Лидию Ермошину признали потерпевшей по одному из уголовных дел, заведённых на Тихановского.
8 июля адвокат Тихановского узнал, что после возвращения Сергея из карцера его сокамерники отказываются находиться с ним в одном помещении. Причиной этому стала полученная ими ложная информация о его якобы низком тюремном статусе. Тихановскому предложили опровергнуть это: получить подтверждение о том, что «обвинение» не соответствует действительности, от представителей криминальных структур, находящихся на свободе. Адвокат блогера заявил, что любые измышления подобного рода являются неправдой. Он также заявил, что подобная ложная информация может серьёзно навредить Тихановскому и ставит его в уязвимое положение. Адвокат проинформировал начальника Следственного изолятора о ситуации и просил урегулировать её. Он также заявил, что к преступному миру никто обращаться не собирается. Адвокат полагает, что таким образом на Тихановского оказывается давление.
9 июля в Гродненском областном суде прошло заседание по рассмотрению жалобы Сергея Тихановского на постановление суда. На данном заседании шла речь о задержании Тихановского 29 мая в Гродно. Свою вину блогер отрицал. На заседании не присутствовал адвокат Тихановского. Из-за технических проблем с оборудованием видеосвязи с Тихановским не было. По итогу суд постановил: решение суда Ленинского района оставить без изменений, жалобу адвоката — отклонить.
Параллельно с заседанием в Гродненском областном суде шло заседание в суде Московского района Минска, где рассматривалась жалоба Сергея Тихановского на постановление начальника Следственного изолятора № 1 о применении мер взыскания — помещении в карцер. Изначально заседание должно было быть открытым, но утром стало известно, что в зал суда допустят только жену Сергея, адвокатов и представителей Следственного изолятора № 1. Как стало известно, заседание было решено сделать закрытым, так как в ходе процесса оглашались данные из дела Сергея. По итогам этого заседания суд Московского района принял решение отказать Сергею Тихановскому в удовлетворении жалобы. Суд рассматривал жалобу почти пять часов. Жена блогера рассказала, что первые семь суток нахождения в карцере он получил за нарушение порядка — за то, что сидел на подоконнике, вторые — за ненадлежащую уборку.
Как стало известно 13 июля, Тихановский в очередной (третий) раз попал в карцер. На этот раз за то, что был небрит. На тот момент у него было пять взысканий: предупреждение, выговор и три помещения в карцер. За что ему выносили предупреждение и выговор, не известно. Тихановский находился в карцере с 10 до 14 июля.
После выхода из карцера Сергея Тихановского поместили не в ту камеру, в которой он находился ранее, а в камеру на 15 человек. Заключённые вновь отказались его принимать и потребовали «доказательств», опровергающих слухи о якобы «низком социальном статусе».
Адвокат блогера подал жалобы в Управление Департамента исполнения наказаний по Минску и Минской области, в прокуратуру города Минска. Он также подал ходатайство к органу расследования об освобождении Тихановского ввиду того, что его содержание под стражей не соответствует целям расследования, а носит характер жестокого и бесчеловечного обращения.
23 июля в суде Ленинского района Могилёва прошёл очередной суд над Сергеем Тихановским. Он был открытым и проходил по видеосвязи. Его судили за то, что при проведении пикета по сбору подписей за Светлану Тихановскую около ТЦ «Атриум» Сергей принял активное участие в пикетировании, не санкционированном горисполкомом, использовал усилитель речи. Этим он нарушил закон о массовом мероприятии. На вопрос судьи Тихановский ответил, что вину не признает. Также, по его словам, его не уведомили должным образом о слушании. Он также заявил о моральном давлении на него в СИЗО. Сказал, что у него провели полный обыск, заставили раздеться при шести сотрудниках и при этом сказали, что у него сейчас будет слушание. Суд отклонил ходатайство. По решению суда Сергей Тихановский получил 15 суток ареста.
25 июля Сергей Тихановский был занесён в базу данных Миротворец. Его внесли туда за «сознательное нарушение государственной границы Украины с целью проникновения в захваченный российскими оккупантами Крым» и участие в попытках «легализовать оккупацию» Крыма. Поводом стала публикация на сайте «Наша Ніва», где размещены несколько крымских фотографий Тихановского, датируемых 2017 годом.
29 июля стало известно, что Тихановскому продлили срок содержания под стражей до 29 сентября.
30 июля стало известно, что главное следственное управление центрального аппарата Следственного комитета Республики Беларуси предъявило Тихановскому новые обвинения. Его обвинили в приготовлении к массовым беспорядкам (ст. 13 к ч. 2 ст. 293 УК) и в разжигании вражды в отношении силовиков (ч. 3 ст. 130 УК). Одно из новых уголовных дел связано с задержанными под Минском гражданами России. Сам Сергей Тихановский был удивлён обвинениям в связях с задержанными «российскими боевиками». Светлана Тихановская также сообщила, что её супруга в СИЗО посещали адвокаты, при этом «следственных действий не было уже около месяца».
18 августа стало известно, что Сергея Тихановского перевели из СИЗО № 1 в Минске в «Тюрьму № 8» города Жодино. Об этом рассказал его адвокат. Как стало известно защитнику, Тихановского перевели по постановлению руководителя следственной группы. Сам адвокат считает, что никакой процессуальной или другой необходимости в этом переводе не было. По информации правозащитников, Тихановский этапирован в Жодино из-за запланированных акций в его поддержку у минского СИЗО. Накануне у СИЗО № 1 в Минске, где содержался Тихановский, протестующие провели акцию в его поддержку, на которой собрались более тысячи человек. На следующий день адвокат посетил Сергея. Он говорит, что отношение со стороны сотрудников изолятора нормальное.
29 сентября стало известно, что следствие продлило сроки содержания Тихановского под стражей ещё на два месяца. После этого, согласно закону, его либо должны либо выпустить, либо предъявить обвинение. Как сообщил Telegram-канал «Страна для жизни», сторонники Тихановского уверены, что срок содержания под стражей продлили, чтобы «не допустить выхода на волю человека, который способен вывести народное протестное движение на новый уровень». По данным канала, судебное заседание по данному вопросу не проводилось. Адвокаты планировали обжаловать постановление о продлении срока содержания под стражей. По словам адвоката, в СИЗО блогер не потерял оптимизма, самостоятельно занимается спортом, но очень скучает по жене, которую уже не видел более четырёх месяцев.
10 октября власти разрешили Сергею позвонить своей жене. Это был их первый разговор за 134 дня. Сам Тихановский не ожидал, что ему разрешат поговорить со Светланой. Позже супруга опубликовала расшифровку своего разговора с мужем. Светлана рассказала о том, что делает все возможное, чтобы политические заключённые вышли из тюрем, о встрече с Меркель и Макроном, о том, что «держится только благодаря белорусам», о детях и протестах, спрашивала о содержании в СИЗО. Сергей призвал супругу быть жёстче и продолжать встречаться с руководителями иностранных стран. Он добавил, что следит за всеми новостями. Во время беседы со Светланой он был не один, считает советник Тихановской по международным делам Франтишек Вечёрко. По его словам, в самом начале разговора Тихановский сказал, что ему разрешили позвонить только по личным делам. Позже, 16 октября, Светлана Тихановская сообщила новые подробности разговора. Сам разговор длился 12 минут. Как рассказала жена блогера, «звонок был очень неожиданным, не могла поверить, что мне сейчас будет звонить Сергей».
В этот же день, 10 октября, Александр Лукашенко посетил СИЗО Комитета государственной безопасности для встречи с оппозицией, а также с участниками Координационного совета белорусской оппозиции. Позже стало известно, что Сергей Тихановский присутствовал на этой встрече. Как рассказал своему адвокату Тихановский, для встречи в СИЗО КГБ его ранним утром вывезли из СИЗО Жодино, сопровождали его люди в масках. В СИЗО КГБ Лукашенко узнал о том, что Тихановский долгое время не общался с женой и позволил ему позвонить. Утром их всех собрали в маленьком зале, куда позже вошёл Лукашенко. Во время рукопожатия Тихановский отказался жать руку Лукашенко в связи с тем, что «опасался коронавируса». На видео, которое было показано по государственным телевизионным каналам, Тихановского не было видно. Во время беседы с главой государства он пытался донести свою позицию о том, что он находится под стражей по необоснованным обвинениям. Пользуясь случаем, он также спросил у пресс-секретаря президента, почему государственные СМИ распространяют о нём недостоверную информацию про то, что он работает на Россию, на Запад, про его знакомство с Виталием Шкляровым и т. п. При разговоре о конституционной реформе Сергей сказал, что предложения нельзя высказывать, находясь в наручниках в тюрьме. По словам адвоката Виталия Шклярова, встреча проходила на повышенных тонах. «Больше всех возмущался Сергей Тихановский, он высказал, что думает о Лукашенко». По словам выпущенного бизнесмена Юрия Воскресенского, Тихановский «хамил несколько часов, пока президент не успокоил его своей аурой», кричал «отпусти меня!», обращался к Лукашенко на «ты». Он также спрашивал, за что объявили в межгосударственный розыск его жену, почему на встрече нет Марии Колесниковой. Адвокат Тихановского Наталья Мацкевич опровергла эту информация и заявила, что ни от кого не слышала о «хамстве» Сергея на встрече. Из ответов Лукашенко, как сказал Тихановский, ему стало понятно, что тот хорошо осведомлён о ходе расследования уголовных дел и о том, в какой момент какие условия содержания и почему были у Тихановского в СИЗО. Ему дали понять, что его выпустят из-под стражи нескоро.
30 ноября стало известно, что Сергею Тихановскому продлили срок содержания под стражей ещё на 3 месяца. Сам Тихановский был «крайне возмущён». Поскольку его обвиняют в тяжком преступлении (до 12 лет), то под стражей его имеют право держать до 18 месяцев.
24 декабря Тихановский написал письмо в редакцию одного из белорусских изданий, в котором подвел итоги прошлого года, рассказал об условиях своего содержания и о впечатлениях от встречи с Лукашенко в СИЗО КГБ. В самом начале он поздравил белорусов с Новым годом, после чего начал описывать свои условия содержания. Почти пять месяцев блогер сидит в одиночной камере, ему разрешают смотреть БТ, ОНТ и СТВ. В письме он указал на то, что над ним не издеваются в Жодине так, как на Володарке, и пока ещё не сажали в карцер. Встречу с Лукашенко блогер описывает следующим образом:

Вы даже не можете себе представить, на что он способен. Он лично командует по выходным задержаниями на протестах (выборы — не исключение). Он даже прослушивает мои разговоры с адвокатом в СИЗО, нарушая адвокатскую тайну. Он трижды назвал меня будущим президентом и при этом смотрел на Виктора Бабарико, чтобы воздействовать на него и внести раскол. Он прямо сказал, что политика — грязное дело, что, идя в политику, вы должны были быть готовы, что вам могут подкинуть деньги, устроить провокацию, как в Гродно, или посадить в тюрьму. Он прямо сказал, что в его власти, сидеть нам или нет. Что те, кто будет «сотрудничать», выйдут. Сказал, что двое выйдут уже завтра. Он сказал, что хотел выпустить меня после выборов и выкинуть со Светой за границу, но, прослушав мою беседу с адвокатом в СИЗО, где я говорил о том, что нельзя прощать и обязательно нужно привлечь к ответу семью диктатора, «депутатов» и прикорытников, он посадил меня в карцер. Никаких переговоров он ни с кем вести никогда не будет. Власть — гарантия его безопасности. А закона в стране нет, есть только его воля. И, как он сказал, он будет защищать её всеми доступными ему средствами. И, самое смешное, что так было всегда. Но не было так массово, так как не было таких массовых протестов. Он не остановится ни перед чем, даже не сомневайтесь.— пишет Сергей
28 декабря инициатива BYPOL опубликовала материалы, касающееся задержания Тихановского. Согласно им, задолго до задержания в отношении Тихановского и членов его команды в связи их общественно-политической деятельностью Главное управление по борьбе с организованной преступностью начало разработку в рамках дела оперативного учёта, находившегося в производстве старшего оперуполномоченного 2-го отдела 3-го управления Ивана Тарасика. Общее руководство данной разработкой осуществлялось начальником 3-го управления Михаилом Бедункевичем. В итоге управлению не удалось найти оснований для возбуждения уголовного дела. В связи с этим они решили организовать провокацию. Устный приказ, как утверждает инициатива, был отдан тогдашним министром внутренних дел Юрием Караевым.
26 января 2021 года в белорусских СМИ появляется информация, что общественно-политической газете «Народная воля» удалось поговорить с женщиной, спровоцировавшей задержание Сергея 29 мая в Гродно. Она заявила, что организатором провокации является КГБ. После выхода статьи журналисты газеты «Наша Ніва» также попытались получить комментарий, однако женщина от беседы с ними отказалась.
26 февраля следователи продлили срок содержания Тихановского под стражей на два месяца — до 29 апреля.
4 марта Председатель Следственного комитета Иван Носкевич заявил, что дело Тихановского почти завершено и через месяц будет передано в прокуратуру для направления суд.
11 марта Следственный комитет Республики Беларусь предъявил Сергею Тихановскому обвинение по четырём статьям уголовного кодекса республики — ч. 3 ст. 130 (разжигание социальной вражды), ч. 1 ст. 293 (организация массовых беспорядков), ч. 1 ст. 342 (организация действий, грубо нарушающих общественный порядок) и ч. 2 ст. 191 (воспрепятствование работе ЦИК).
14 июня адвокатам Тихановского стало известно, что суд Советского района Гомеля принял решение по гражданскому делу политзаключённого против налоговой. Блогер был не согласен с тем, что власти хотят взыскать с него повышенный налог за 900 тысяч долларов США, которые следователи нашли на дачном домике его матери. Суд постановил, что налоговая будет взимать с Сергея Тихановского почти 258 тысяч белорусских рублей. Судебное заседание проходило в закрытом режиме — по ходатайству налоговой инспекции, которая выступала в качестве ответчика.
24 июня в гомельском СИЗО № 3 по делу Сергея Тихановского начался суд. Суд проходил в закрытом режиме, адвокаты находились под подпиской о неразглашении. По изначальным обвинениям Тихановскому грозило до 15 лет лишения свободы. В день заседания Федеральное правительство Германии потребовало освободить Тихановского и других политических заключённых. Сам Тихановский выдвинутые против него обвинения не признал, считая их надуманными и политически мотивированными. Депутат Европейского парламента Радослав Сикорский, ранее взявший «шефство» над Тихановским, заявил, что «белорусское правосудие — это фарс, а единственное преступление господина Тихановского лишь в том, что он пытался вести себя как гражданин нормальной страны, у которого есть политические амбиции». В этот же день супруга блогера записала видеообращение, в котором рассказала о том, как дети переносят разлуку с отцом.

С того дня Сергей ни разу не видел наших детей, — говорит Тихановская. — Он не слышал, как пятилетняя Агния спрашивает: «Мама, а папа точно не умер?» А 11-летний сын Корней на это ответил: «Наш папа — в заложниках.— сказала Светлана в своем видеообращении
12 октября 2021 года приказом Министерства юстиции от выполнения профессиональных обязанностей была отстранена адвокат Тихановского Наталья Мацкевич. 25 октября 2021 года адвокат Мицкевич была лишена лицензии и исключена из минской городской коллегии адвокатов.
9 ноября рабочая группа по произвольным задержаниям ООН рассмотрела жалобу Сергея Тихановского и пришла к выводу о незаконности его задержания. Эксперты, входящие в состав группы, пришли к выводу о том, что белорусские власти нарушили положения Международного пакта о гражданских и политических правах, участницей которого является Беларусь.

Рабочая группа по произвольным задержаниям признала лишение свободы Сергея Тихановского, противоречащим статьям 2, 7, 9, 10, 11, 19, 20, 21 Всеобщей декларации прав человека и статьям 2(1), 9, 14, 19, 21, 25 и 26 Международного пакта о гражданских и политических правах, являющимся произвольным и подпадающим под категории I, II, III и V— говорится в сообщении
Рабочая группа подчеркнула, что никакого судебного разбирательства по делу г-на Тихановского не должно было проводиться». Она призвала правительство «принять срочные меры для обеспечения немедленного освобождения г-на Тихановского» и обеспечить «полное и независимое расследование обстоятельств произвольного лишения свободы г-на Тихановского и принять соответствующие меры в отношении лиц, ответственных за нарушение его прав».
Судебный процесс по так называемому «делу Тихановского» продлился пять с половиной месяцев. Исходя из предъявленных Тихановскому обвинений и правил назначения наказаний, он понимал, что срок будет близок к максимальному. Однако на протяжении всего процесса Сергей держался спокойно и уверенно и выражал свою позицию. Так как продолжительность последнего слова в суде не ограничена временем, Сергей Тихановский говорил его в течение всего рабочего дня.
14 декабря 2021 года Гомельский областной суд признал Сергея Тихановского виновным по следующим статьям Уголовного кодекса РБ: ч. 1 ст. 293 (организация массовых беспорядков), ч. 3 ст. 130 (разжигание социальной вражды), ч. 2 ст.191 (воспрепятствование работе ЦИК), ч. 1 ст. 342 (организация действий, грубо нарушающих общественный порядок) и приговорил к 18 годам колонии усиленного режима. Тем же судом, вместе с Тихановским, к срокам от 14 до 16 лет были приговорены политические активисты Николай Статкевич, Игорь Лосик, Артём Саков, Владимир Цыганович и Дмитрий Попов. Правозащитная организация Amnesty International в ответ на данное решение суда заявила, что обвинения против Тихановского и его соратников были безосновательными и дело Тихановского является политическим преследованием.

## Освобождение и выезд из Беларуси
21 июня 2025 года стало известно, что Сергей Тихановский вышел на свободу. Этому способствовал визит в страну спецпредставителя президента США Дональда Трампа Кита Келлога.
Светлана Тихановская в своем телеграм-канале опубликовала видео, где видно, что среди приехавших в Вильнюс есть её супруг. За время пребывания в тюрьме внешность Тихановского сильно изменилась, он похудел до 79 кг.

## Награды
9 сентября 2020 года бывший Председатель Европейского совета, Премьер-министр Польши, а также действующий лидер Европейской народной партии Дональд Туск предложил номинировать семью Тихановских на Нобелевскую премию мира. Он заявил, что это будет сильным сигналом и отдаст дань уважения всем белорусам, участвующим в этом «самом мирном движении за последние годы».
Вместе с другими членами белорусской оппозиции был номинирован на Премию имени Сахарова. 22 октября Европейский парламент объявил лауреатов премии имени Сахарова. Сергей Тихановский вошёл в их число.

## Критика
- 29 мая 2020 года Президент Республики Беларусь Александр Лукашенко во время общения с работниками Минского тракторного завода ответил на вопрос о своих возможных симпатиях к потенциальным кандидатам на выборах.

Мы знаем, на чьих машинах он ездит, кто его финансирует. Мы знаем, откуда он приехал, какое у него гражданство и прочее… Мы всё это знаем. Да я уже смотрю, мне дают информацию, уже наши люди увидели.— рассказал Лукашенко, имея в виду Тихановского
В этот же день Тихановский рассказал, что он по этому поводу думает.

У меня одно гражданство, других никогда у меня не было. Относительно денег — у меня бизнес с 2005 года, у меня есть деньги.— сказал Тихановский
- Лидер партии КХП-БНФ Зенон Позняк назвал[когда?] Тихановского «организатором и реальным авторитетом протестного движения». Позняк отметил, что Сергей Тихановский — «белорус, который, несмотря на проблемы с ориентацией в национальных ценностях, имеет перспективы в развитии личности и в окружении белорусских общественных задач». Он назвал арест Тихановского незаконным и призвал своих однопартийцев требовать его освобождения[146]. До задержания Сергея Позняк заявлял, что «Тихановский борец, но пока ещё не лидер масс»[147]. Ранее Позняк оценивал Тихановского менее благосклонно. Он заявлял, что Сергей Тихановский не пользуется белорусской национальной символикой[148].
- Пётр Кузнецов, основатель гомельского портала «Сильные новости», рассказал[когда?], что Тихановский обращался к нему в начале своей блогерской деятельности. Тогда он пришёл к Кузнецову с предложением о сотрудничестве. По словам Петра, блогер собирается делать интервью с бизнесменами и в перспективе, когда канал раскрутится, брать деньги с предпринимателей за рекламу. Источники Петра рассказывают, что Тихановский в Москве «залетел» с одним из проектов. Растратил большой бюджет, деньги были не его. И после этого он вернулся в Гомель и начал снимать видео, в которых критикует власть[18].
- Гомельский блогер Артём Шапоров рассказал[когда?], что вопросы к Тихановскому возникли у многих белорусских блогеров. Например, как утверждает Шапоров, Сергей Тихановский подбивал одних блогеров жаловаться на других. Шапоров бескорыстно помогал Сергею раскрутиться, ведь тот говорил, что у него нет денег. Затем Тихановский начал летать в Москву, после полётов у него стали появляться деньги. Он смог позволить себе студию, купил дорогую камеру. Сначала рассказывал, что для этого продал машину, потом говорил, что у него есть сбережения. Помимо всего прочего Тихановский записывал разговоры с другими белорусскими блогерами. Всего было около 30 вопросов, на которые Сергей Тихановский так и не дал ответа[18].